# Southern Observatory for Near Earth Asteroids Research
Das Southern Observatory for Near Earth Asteroids Research (abgekürzt: SONEAR; portugiesisch Observatório Sonear, IAU-Code Y00) ist eine Sternwarte samt Teleskop mitten in der brasilianischen Gemeinde Oliveira, in etwa 1000 m Höhenlage, im Bundesstaat Minas Gerais. Betrieben und finanziert wird es von einer Gruppe von Freunden und Amateurastronomen mit den Namen Cristóvão Jacques, João Ribeiro und Eduardo Pimentel. Spezialisiert ist das Observatorium auf die Erforschung erdnaher Asteroiden.
Zu den Entdeckungen gehören C/2014 E2 (Jacques), 2016 QA2 oder 2019 OK.